# Lars Burås
Lars Burås (ur. 17 stycznia 1995 w Lillehammer) – norweski kombinator norweski, medalista mistrzostw świata juniorów.

## Kariera
Na międzynarodowej arenie, w zawodach indywidualnych, zadebiutował 10 stycznia 2015 w Høydalsmo, gdzie w zawodach Pucharu Kontynentalnego zajął dziewiąte miejsce. W lutym 2015 roku wystąpił na mistrzostwach świata juniorów w Ałmaty, gdzie zajął 5. i 8. miejsce indywidualnie oraz trzecie miejsce w zawodach drużynowych.
W Pucharze Świata zadebiutował 5 stycznia 2019 roku w estońskim Otepää zajmując 31. miejsce w Gundersenie. Nigdy w karierze nie zdobył pucharowych punktów.
W kwietniu 2022 roku ogłosił zakończenie kariery.

## Osiągnięcia

### Mistrzostwa świata juniorów
| Miejsce | Dzień    | Rok  | Miejscowość | Konkurencja           | Wynik zwycięzcy | Strata  | Zwycięzca          |
| ------- | -------- | ---- | ----------- | --------------------- | --------------- | ------- | ------------------ |
| 5.      | 4 lutego | 2015 | Ałmaty      | Gundersen HS100/10 km | 25:54,2         | +41,4   | Jarl Magnus Riiber |
| 8.      | 6 lutego | 2015 | Ałmaty      | Gundersen HS100/5 km  | 12:21,8         | +1:17,1 | Jarl Magnus Riiber |
| 3.      | 7 lutego | 2015 | Ałmaty      | Sztafeta HS100/4x5 km | 48:41,4         | +49,7   | Austria            |

### Puchar Świata

#### Miejsca w klasyfikacji generalnej
- sezon 2018/2019: niesklasyfikowany
- sezon 2019/2020: niesklasyfikowany
- sezon 2020/2021: niesklasyfikowany
- sezon 2021/2022: niesklasyfikowany

#### Miejsca na podium chronologicznie
Burås nigdy nie stanął na podium indywidualnych zawodów Pucharu Świata.

### Puchar Kontynentalny

#### Miejsca w klasyfikacji generalnej
- sezon 2014/2015: 60.
- sezon 2015/2016: 27.
- sezon 2016/2017: 29.
- sezon 2017/2018: 39.
- sezon 2018/2019: 11.
- sezon 2019/2020: 6.
- sezon 2020/2021: 10.
- sezon 2021/2022: 8.

#### Miejsca na podium chronologicznie
| Nr | Data             | Miejscowość       | Konkurencja           | Wynik zwycięzcy | Pozycja | Strata  | Zwycięzca          |
| -- | ---------------- | ----------------- | --------------------- | --------------- | ------- | ------- | ------------------ |
| 1. | 15 grudnia 2018  | Steamboat Springs | Gundersen HS75/10 km  | 24:34,8 min     | 3.      | +5,6 s  | Paul Gerstgraser   |
| 2. | 26 stycznia 2020 | Rena              | Gundersen HS109/10 km | 24:54,8 min     | 2.      | +19,0 s | Lars Ivar Skårset  |
| 3. | 7 marca 2020     | Lahti             | Gundersen HS130/10 km | 25:41,7 min     | 2.      | +31,8 s | Jakob Lange        |
| 4. | 11 marca 2020    | Niżny Tagił       | Gundersen HS97/10 km  | 24:17,6 min     | 2.      | +9,2 s  | Jakob Lange        |
| 5. | 6 lutego 2021    | Lahti             | Gundersen HS100/10 km | 26:56,6 min     | 2.      | +25,0 s | Andreas Skoglund   |
| 6. | 7 lutego 2021    | Lahti             | Gundersen HS100/10 km | 26:28,6 min     | 1.      | -       | -                  |
| 7. | 23 stycznia 2022 | Klingenthal       | Gundersen HS140/10 km | 27:24,9 min     | 2.      | +6,6 s  | Simen Tiller       |
| 8. | 18 lutego 2022   | Eisenerz          | Gundersen HS109/10 km | 24:00,1 min     | 3.      | +34,0 s | Lukas Klapfer      |
| 9. | 20 lutego 2022   | Eisenerz          | Gundersen HS109/10 km | 23:49,4 min     | 2.      | +24,9 s | Stefan Rettenegger |

### Letnie Grand Prix

#### Miejsca w klasyfikacji generalnej
- 2021: niesklasyfikowany